# Буси
Буси (фр. Boussy) насеље је и општина у источној Француској у региону Рона-Алпи, у департману Горња Савоја која припада префектури Анси.
По подацима из 2011. године у општини је живело 503 становника, а густина насељености је износила 96,18 становника/km². Општина се простире на површини од 5,23 km². Налази се на средњој надморској висини од 443 метара (максималној 567 m, а минималној 326 m).

## Демографија
| 1962. | 1968. | 1975. | 1982. | 1990. | 1999. | 2011. |
| ----- | ----- | ----- | ----- | ----- | ----- | ----- |
| 255   | 258   | 251   | 261   | 308   | 344   | 503   |

График промене броја становника у току последњих година